# Hans Lörner
Johannes Georg Lörner (genoemd : Hans Lörner) (München, 6 maart 1893 - aldaar, 22 december 1983) was een Duitse officier en SS-Oberführer tijdens de Tweede Wereldoorlog. Hij was plaatsvervangend hoofd van de Ambtsgroep A in het SS-Wirtschafts und Verwaltungshauptamt (WVHA) en werd tijdens het Proces Wirtschafts- und Verwaltungshauptamt der SS veroordeeld voor oorlogsmisdrijven.

## Leven
Op 6 maart 1893 werd Hans Lörner geboren in München. Hij was een van de zes kinderen van Georg, een meester-slotenmaker en Maria Lörner. Lörner ging naar de lagere school en het voortgezet onderwijs tot 1910. Daarna volgde hij een opleiding op ambachtelijk en technisch gebied, en ging van 1 augustus 1910 tot 1 oktober 1914 ook naar de avondschool.

### Eerste Wereldoorlog
Op 1 oktober 1914 trad Lörner in dienst van het Beiers leger. Hij werd geplaatst in het Ersatz-Bataillon van het Königlich Bayerischen 1. Fußartillerie-Regiments „vakant Bothmer“. Op 1 mei 1915 volgde zijn overplaatsing naar het Fuss Art Batterie Nr 353. Voor het einde van de oorlog werd Lörner nog een keer overgeplaatst naar het 2./Bayerische Fuss Art Abt Nr 8. Op 17 juli 1917 volgde zijn bevordering tot Leutnant der Reserve (tweede luitenant in de militaire reserve). Hij werd met de beide klassen van het IJzeren Kruis 1914 onderscheiden.

### Interbellum
Na het einde van de oorlog werkte hij in de bouw, en volgde een opleiding tot meester-slotenmaker. In 1922 richtte hij een ijzerconstructie bedrijf op, hierin was zijn broer Georg Lörner bedrijfsleider. In februari 1930 moest het bedrijf om economische redenen sluiten. Hierna begon Lörner opnieuw een bedrijf. 
Op 1 januari 1932 werd Lörner lid van de Nationaalsocialistische Duitse Arbeiderspartij. Enige tijd later werd hij ook lid van de Schutzstaffel. Hij werd als SS-Anwärter geplaatst in het 5. SS-Sturm/1. Hierop volgend werd hij bevorderd tot SS-Mann en werd ingezet van 1 april 1934 tot 1 oktober 1934 in het SS-Reserve Sturm 2/1/1. Lörner werd als leider administratie van de 56. SS-Standarte ingezet. Hierna werd hij als leider administratie voor de SS-Abschnitte XXVIII gebruikt. Op 20 oktober 1934 werd Lörner bevorderd tot SS-Unterscharführer (sergeant). Binnen een maand werd hij opnieuw bevorderd, deze keer tot SS-Scharführer (sergeant der 1e klasse). Na zijn bevordering werd hij als hulpreferent in het administratief ambt van de SS-Oberabschnitte Süd ingezet. In 1935 werd Lörner driemaal bevorderd, namelijk van onderofficier: SS-Oberscharführer, SS-Hauptsturmführer naar officier: SS-Untersturmführer (tweede luitenant). Op 15 april 1936 werd hij benoemd tot 1e administratief leider in het administratief ambt van de SS-Oberabschnitte Main. Tijdens deze functie werd Lörner bevorderd tot SS-Obersturmführer (eerste luitenant). Hierna werd hij nog meerdere malen bevorderd. In 1939 werd hij benoemd tot leider van het ambt administratief van het SS-Oberabschnitte Main. Hierop volgend werd Lörner bevorderd tot SS-Obersturmbannführer (luitenant-kolonel).

### Tweede Wereldoorlog
In oktober 1939 werd hij overgeplaatst naar de Waffen-SS. Hij werd als SS-Sturmbannführer der Reserve (W-SS) ingeschaald en werd tot administratief leider van de algemene inspectie van de SS-Totenkopfstandarten benoemd. Hierna werd Lörner benoemd tot Stabsführer (vrije vertaling: stafleider) van het Hauptamt Haushalten und Bauten (vrije vertaling: Hoofdbureau Huishouding en Bouwen) van de Waffen-SS. Op 18 maart 1940 werd hij bevorderd tot SS-Obersturmbannführer der Reserve (W-SS). Hierop volgend werd hij benoemd tot chef van het administratief ambt in het SS-Hauptamt. Op 23 oktober 1940 werd Lörner benoemd tot ambtschef van het administratief ambt in het SS-Führungshauptamt. Door zijn nieuwe benoeming werd hij bevorderd tot SS-Standartenführer der Reserve (W-SS) (kolonel in de Waffen-SS). Nadat Gustav Eggert in april 1944 opgeroepen werd voor militaire dienst, werd Lörner benoemd tot chef van het Ambt AI in het SS-Wirtschafts-Verwaltungshauptamt (WVHA) (vrije vertaling: economisch en administratief hoofdbureau van de SS). In september 1944 werd hij plaatsvervangend leider van de Ambtsgroep A in het WVHA, wat onder leiding van Heinz Fanslau stond.

## Na de oorlog
Na zijn voorlopige inhechtenisneming stond Lörner op 13 januari 1947 in het Proces Wirtschafts- und Verwaltungshauptamt der SS met zeventien anderen terecht voor een Amerikaans militaire rechtbank. Hij werd met name beschuldigd wegens zijn administratieve werk bij het bestuur van de WVHA, dat de exploitatie van de concentratiekampen mogelijk maakte. Lörner werd schuldig bevonden aan oorlogsmisdrijven, misdaden tegen de menselijkheid en lidmaatschap van een criminele organisatie, de SS. Op 3 november 1947 werd hij tot tien jaar gevangenisstraf veroordeeld. Nadat hij zijn straf gedeeltelijk had uitgezeten, werd hij op 1 februari 1951 vervroegd vrijgelaten uit de gevangenis van Landsberg voor oorlogsmisdadigers.
Over het verdere verloop van zijn leven is niets bekend. Op 22 december 1983 stierf Lörner in München.

## Carrière
Lörner bekleedde verschillende rangen in zowel de Allgemeine-SS als Waffen-SS. De volgende tabel laat zien dat de bevorderingen niet synchroon liepen.
| Datum             | Beiers leger         | Allgemeine-SS          | Waffen-SS                                 |
| ----------------- | -------------------- | ---------------------- | ----------------------------------------- |
| 1 oktober 1914    | Soldat               | —                      | —                                         |
| 17 juli 1917      | Leutnant der Reserve | —                      | —                                         |
| 1 april 1933      | —                    | SS-Bewerber            | —                                         |
| 1 april 1933      | —                    | SS-Anwärter            | —                                         |
| 16 augustus 1933  | —                    | SS-Mann                | —                                         |
| 1934              | —                    | SS-Sturmmann           | —                                         |
|                   | —                    | SS-Rottenführer        | —                                         |
| 20 oktober 1934   | —                    | SS-Unterscharführer    | —                                         |
| 9 november 1934   | —                    | SS-Scharführer         | —                                         |
| 20 april 1935     | —                    | SS-Oberscharführer     | —                                         |
| 1 juni 1935       | —                    | SS-Hauptscharführer    | —                                         |
| 15 september 1935 | —                    | SS-Untersturmführer    | —                                         |
| 20 april 1936     | —                    | SS-Obersturmführer     | —                                         |
| 20 april 1937     | —                    | SS-Hauptsturmführer    | —                                         |
| 30 januari 1938   | —                    | SS-Sturmbannführer     | —                                         |
| 30 januari 1939   | —                    | SS-Obersturmbannführer | —                                         |
| 1 maart 1940      | —                    | —                      | SS-Sturmbannführer der Reserve (W-SS)     |
| 18 maart 1940     | —                    | —                      | SS-Obersturmbannführer der Reserve (W-SS) |
| 30 januari 1942   | —                    | —                      | SS-Standartenführer der Reserve (W-SS)    |
| 30 januari 1944   | —                    | —                      | SS-Oberführer der Reserve (W-SS)          |

## Lidmaatschapsnummers
- NSDAP-nr.: 2 541 670[7] (lid geworden 1 januari 1932[2][1])
- SS-nr.: 83.683[7] (lid geworden 1 april 1933[2][1])

## Onderscheidingen
Selectie:
- IJzeren Kruis 1914, 1e Klasse[7][8][2][1] en 2e Klasse[7][8][2][1]
- Orde van Militaire Verdienste, 4e Klasse met Zwaarden en Kroon[2][1]
- Ehrendegen des Reichsführers-SS[8]
- SS-Ehrenring[8]
- Julleuchter der SS op 16 december 1935[2]
- Erekruis voor Frontstrijders in de Wereldoorlog[8] in 1934[2]
- Officier in de Orde van Verdienste (Hongarije)[2][1]